# Чойруниса, Диананда
Диананда Чойруниса (индон. Diananda Choirunisa; род. 16 марта 1997, Сурабая) — индонезийская лучница, выступающая в соревнованиях в стрельбе из олимпийского лука. Серебряный призёр Азиатских игр, участница Олимпийских игр 2020 года.

## Биография
Диананда Чойруниса родилась 16 марта 1997 года. Её отец Зэнудин занимался боевым искусством пенчак-силатом и был участником Южноазиатских игр 2003 года, а мать Ратих Видьянти была лучницей. Диананда пыталась заниматься этими видами, но в конце концов сосредоточилась на стрельбе из лука.
Состоит на гражданской службе в Министерстве молодёжи и спорта Индонезии.
Диананда замужем за Дани Пратамой, футболистом одной из команд индонезийской второй лиги.

## Карьера
Начала заниматься стрельбой из лука в возрасте 7 лет. По воспоминаниям Диананды, она была активным ребёнком и ей рекомендовали заниматься спортом. В пользу стрельбы из лука выбор был сделан в частности из-за того, что вид менее травматичен, чем силат.
В 2014 году участвовала на юношеских Олимпийских играх в Нанкине, где завершила борьбу за медаль на стадии 1/8 финала.
В 2015 году приняла участие на чемпионате мира в Копенгагене, но уже в первом раунде личного турнира потерпела поражение. Она также участвовала в составе женской команды, но тогда индонезийские лучницы проиграли в 1/16 финала.
В 2017 индонезийская лучница приняла участие на этапе Кубка мира в Шанхае и добралась до 1/16 финала.
В 2018 году приняла участие на этапах Кубка мира в Анталии и Шанхае. В Турции она стала шестой в миксте, но в индивидуальном первенстве проиграла уже на стадии 1/32 финала. В Китае она завоевала бронзу в миксте, а в индивидуальном турнире достигла 1/8 финала. На Азиатских играх 2018 года в Джакарте она завоевала серебряную медаль в индивидуальном первенстве, а также стала четвертьфиналисткой в составе женской команды. В миксте сборная Индонезии достигла 1/8 финала. Результат на этих соревнованиях позволил Индонезии получить путёвку на Олимпиаду в Токио.
В 2019 году на чемпионате мира в Хертогенбосе выступила неудачно, даже не попав в сетку плей-офф. В личном турнире она стала лишь 117-й, в команде — 30-й.
На Олимпийских играх 2020 года, перенесённых из-за пандемии коронавируса на год, Диананда Чойруниса стала 40-й в рейтинговом раунде, набрав 631 очко из 720 возможных. В миксте индонезийские лучники попали на американцев Брейди Эллисона и Маккензи Браун, матч перешёл в перестрелку, в которой со счётом 20:18 азиатские лучники победили и прошли в следующий раунд. Однако уже в следующем матче проигралии Турции со счётом 2:6. В первом раунде женского индивидуального первенства Чойруниса попала на Майю Ягер из Дании и проиграла ей со счётом 2:6.